# Wasilij Łanowoj
Wasilij Siemionowicz Łanowoj (ros. Василий Семёнович Лановой, ur. 16 stycznia 1934 w Moskwie, zm. 28 stycznia 2021 tamże) – radziecki i rosyjski aktor teatralny i filmowy, mistrz recytacji; Ludowy Artysta ZSRR (1985), laureat Nagrody Leninowskiej (1980), Bohater Pracy Federacji Rosyjskiej (2019).

## Życiorys
Pochodził z ukraińskiej rodziny zamieszkałej w Moskwie. W czerwcu 1941 roku, wyjechał do dziadków na wakacje na wieś pod Odessą, gdzie zastała go wojna. Jego rodzice pracowali w Moskwie, gdzie produkowali „koktajle mołotowa”. Przez ciężką pracę zostali inwalidami. W czasie wojny jako 7-letni chłopiec po raz pierwszy zapoznał się z postacią Pawka Karczagina, co w późniejszym życiu wpłynęło na jego karierę.
W czasie nauki w szkole uczęszczał do kółka teatralnego, którego opiekunek był Sergiej Stein. Łanawoj w 9 klasie, decyduje się na wstąpienie do akademii lotniczej, jednak Stein widząc w Wasiliju potencjał aktorski zabrał go stamtąd i pomagał mu w aktorskiej karierze.
Pierwszą żoną Łanawoja była Tatiana Samojłowa, którą poznał na studiach aktorskich. Związek trwał trzy lata (1955–1958).
Drugą żoną Łanawoja była Tamara Zjabłowa. Zginęła tragiczne w wypadku samochodowym. Związek trwał 10 lat (1961–1971).
Ostatnią żoną była Irina Kupczenko, poznał ją w Teatrze im. Wachtangowa. Pomiędzy małżonkami było 14 lat różnicy. Związek trwał do śmierci aktora w 2021 (49 lat byli parą). W małżeństwie urodziło się troje dzieci: Aleksander (imię dostał po Puszkinie), Siergiej (imię dostał po Jesienina) oraz bliźniak Siergieja zmarły krótko po narodzinach.
Pierwszym filmem, w którym zagrał aktor, był Atestat zrielosti z 1954 r., a ostatnim Czużoj died z 2016 r. Oprócz tego Łanawoj grał Pawka Karczagina w filmie Paweł Karczagin, Anatola Kuragina w filmie Siergieja Bondarczuka, Wojna i pokój, Wrońskiego w Annie Kareninie, gdzie grał ze swoją byłą żoną, Iwana Warrawę w Oficierach oraz barona Preimana w Łzie księcia Ciemności. Oprócz tego ma duży dorobek teatralny, m.in. grał w Księżniczce Turandot.
Zmarł w wyniku zakażenia koronawirusem SARS-CoV-2. Pochowany na Cmentarzu Nowodziewiczym w Moskwie.